# Stanislav Šulc
Stanislav Šulc (7. května 1909 Jezbiny – 18. července 1989 Zlín) byl český výtvarník, malíř, ilustrátor, tvůrce filmových triků a fotograf.

## Studia
V roce 1929-35 studoval na Umělecko-průmyslové škole v Praze u prof. Jaroslava Bendy. Po absolutoriu nastoupil jako animátor do zlínských filmových atelierů, nejprve jako asistent Hermíny Tyrlové, později sám zaučoval mladší kolegy. Ve Zlíně strávil celou válku, pracoval po boku výtvarníků jako Ladislav Kolda, Alexander Hackenschmied, Jan Lukas, Elmar Klos, Karel Zeman, a dalších.

## Poválečná léta
Po druhé světové válce se v roce 1946 se s rodinou přestěhoval do Prahy, kde založil na Umělecko-průmyslové škole oddělení kresleného filmu. Poválečná revoluční situace mu však na této vysoké škole nepřála a tak v r. 1948 odešel do Filmových ateliérů Barrandov, kde pracoval v oddělení filmových triků. Podílel se například na Fričové okupačním dramatu Past, Pytlákově schovance, nebo Pyšné princezně Bořivoje Zemana.
V té době se také věnoval ilustrování knížek pro děti, např. Pohádky matičky přírody, Čarovné květy, Pohádka o lakomém Jakubovi, Družina červené stužky a jiných.
Z Barrandova byl však v r. 1958 z politických důvodů propuštěn, protože o vlastní vůli skončil své členství v Komunistické straně. Od té chvíle šla jeho kariéra strmě dolů.
V r. 1959 nastoupil na prezidiu Akademie věd, kde založil oddělení filmu a fotografie. Ale ani tam mu není dopřáno vést toto nové oddělení, načež přešel do Ústavu etnografie a folkloristiky ČSAV, kde pracoval jako fotograf.

## Rodina
Stanislav Šulc se narodil jako nejmladší ze čtyř bratrů. Oženil se s Boženou Řehákovou a měli tři děti. Nejstarší dceru Jaroslavu, syna Vladimíra a dceru Ludmilu. 

## Závěr života
V roce 1970 odchází z Prahy, vrací se do Zlína. V tomto období maluje mnoho obrazů. Inspiraci čerpá ze svého okolí a hlavně ze vzpomínek na studentské cesty po Jugoslávii a Řecku.

## Umrtí
Ve Zlíně umírá po krátké chorobě ve věku 80 let.

## Filmografie
- Pošťácká pohádka (1942)
- Přístav v srdci Evropy (1946)
- Pytlákova schovanka aneb Šlechetný milionář (1949)
- Pyšná princezna (1952)
- Nástup (1952)
- Konec strašidel (1952)
- Únos (1952)
- Jan Hus (1954)[3]